# Nakajima C6N
 (septembre 2012).
Si vous disposez d'ouvrages ou d'articles de référence ou si vous connaissez des sites web de qualité traitant du thème abordé ici, merci de compléter l'article en donnant les références utiles à sa vérifiabilité et en les liant à la section « Notes et références ».
Le Nakajima C6N Saiun était un appareil embarqué monomoteur de reconnaissance et fut employé de manière intensive dans la dernière année de la guerre par la marine japonaise. Son surnom était Myrt dans la classification alliée. Même si sa vocation première était la reconnaissance au départ des porte-avions, le Saiun fut modifié pour la chasse de nuit sans réel succès. Le C6N était l'un des appareils de reconnaissance les plus rapides en service en 1945.

## Historique

### Genèse
Au printemps 1942, la marine japonaise émit une demande nommée '17-shi' pour un appareil de reconnaissance embarqué rapide et au long rayon d'action. Jusque-là, c'étaient des bombardiers torpilleurs qui effectuaient ces missions sans y être adaptés.
De la demande très stricte en matière de vitesse (350 kt soit environ 650 km/h) découla un appareil à l'aérodynamique très épurée. La taille du fuselage était tellement réduite qu'elle exigea la mise en place d'un gros radiateur d'huile sur le côté gauche du moteur. Cette particularité permettant de différencier rapidement le Saiun du B6N qui était assez similaire. Le moteur était le Nakajima Homare alors en développement et qui devait développer l'énorme (pour 1942) puissance de 2 000 ch.
Le prototype équipé d'un moteur Homare 11 de 1 820 ch fit son premier vol le 15 mai 1943. Bien que donnant satisfaction en matière de comportement, la vitesse était inférieure à la spécification 17-shi. Malgré cela, l'avion fut mis en production avec un Homare 21 de 1 990 ch car il était bien plus performant et endurant que les D4Y2-C alors utilisés.

### Appareils de série
Le C6N1 modèle 11 fut baptisé 'Saiun' (彩雲, nuage peint) et Myrt par les Américains qui le découvrirent pendant la bataille des Mariannes.
Le Saiun, du fait de sa vitesse élevée en opérations (610 km/h, soit presque autant que le F6F-5), était presque impossible à intercepter.

### Variantes
Comme l'avion était bien né, Nakajima essaya d'en développer une version de bombardement appelée C6N1-B modèle 21. Elle devait emporter une torpille. Mais comme en 1944 les Japonais n'étaient plus à l'attaque mais sur la défensive, ce fut une version de chasse de nuit qui fut développée en lieu et place.
Le C6N1-S avait un équipage de deux personnes (pilote et observateur) tandis que la place du troisième homme (au milieu) était occupée par deux canons Type 99 de 20 mm à tir oblique. La mitrailleuse de queue était démontée. Bien que rapide, le C6N1-S n'avait pas de radar et son efficacité en fut fortement réduite.
Quelques exemplaires furent modifiés pour recevoir un seul canon de 30 mm à la place des deux Type 99.

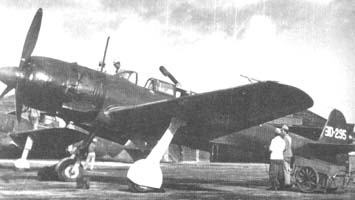
Nakajima C6N1-S

### Production
Le Nakajima C6N a été produit en 463 exemplaires. Le dernier avion abattu pendant la guerre fut un C6N1 : le 15 août 1945 à 5 h 40. À 5 h 45, la guerre était finie.

### Dans les musées
Il reste un seul exemplaire complet du Saiun, il est préservé au NASM de Washington  mais n'est pas encore restauré.

## Variantes
- 17-shi : prototypes, moteur NK9B Homare 11 de 1 820 ch
- C6N1  : série, moteur NK9H Homare 21 de 1 990 ch
- C6N1-S : chasse de nuit, deux membres d'équipage, deux canons de 20 mm à tir oblique
- C6N1-S : quelques rares exemplaires modifiés pour recevoir un canon de 30 mm à tir oblique
- C6N1-B : modèle 21, projet, version de bombardement / torpillage
- C6N2  : prototype à moteur NK9K-L turbocompressé
- C6N3  : KAI 1, projet de production du C6N2 en version chasse de nuit
- C6N4  : KAI 2, projet à moteur Mitsubishi MK9A
- C6N5  : KAI 3, projet
- C6N6  : KAI 4, projet, construction en bois